# Giuseppe Bertello
Giuseppe Bertello, né le 1er octobre 1942 à  Foglizzo dans le Piémont, est un cardinal italien, président du Gouvernorat de l'État de la Cité du Vatican et de la Commission pontificale pour l'État de la Cité du Vatican de 2011 à 2021.

## Biographie
Giuseppe Bertello est ordonné prêtre le 29 juin 1966.
Ayant rejoint les services diplomatiques du Saint-Siège dès 1971, et après avoir exercé des missions dans différentes nonciatures, il est nommé en 1987 archevêque titulaire d'Urbs Salvia (de) et pro-nonce apostolique au Ghana (en), au Bénin et au Togo. Il reçoit la consécration épiscopale le 28 novembre 1987 des mains du cardinal Agostino Casaroli, alors secrétaire d'État, et avec comme co-consécrateurs Albino Mensa (it) et Luigi Bettazzi (it).
Il est ensuite nommé nonce apostolique au Rwanda en 1991. Il y reste jusqu'en 1995, assurant donc cette fonction au moment du génocide, période au cours de laquelle il conjugue son courage pastoral et son habileté diplomatique pour essayer de promouvoir le retour à la paix.
Rappelé en Europe en 1995, il est observateur permanent du Saint-Siège aux Nations unies à Genève puis auprès de l'Organisation mondiale du commerce.
En 2000, Jean-Paul II lui confie la nonciature apostolique au Mexique (en) et en 2007 Benoît XVI le nomme au poste stratégique de nonce apostolique en Italie (en) et à Saint-Marin (en).
Le 3 septembre 2011 est annoncée sa nomination comme président du Gouvernorat de l'État de la Cité du Vatican et de la Commission pontificale pour l'État de la Cité du Vatican, c'est-à-dire des organes exécutifs et législatifs de l'État de la Cité du Vatican, postes dans lesquels il succède le 1er octobre 2011 au cardinal Giovanni Lajolo.

### Cardinal
Il est créé cardinal par Benoît XVI le 18 février 2012 avec le titre de cardinal-diacre des Santi Vito, Modesto e Crescenzia. Il participe au conclave de 2013 qui voit l'élection du pape François.
Le 18 août 2013, à l'occasion du 59e pèlerinage de Notre-Dame d'Arigbo, le président Thomas Boni Yayi l'élève à la dignité de grand-croix de l’ordre national du Bénin.
Il atteint la limite d'âge le 1er octobre 2022, ce qui l'empêche de participer aux votes du prochain conclave.

## Succession apostolique
La succession apostolique est:
- Évêque José Luis Castro Medellín (en), M.S.F. (2002)
- Évêque Eduardo Cirilo Carmona Ortega (es), C.O.R.C. (2004)
- Évêque Pedro Pablo Elizondo Cárdenas (es), L.C. (2004)
- Évêque Maximino Martínez Miranda (es) (2006)
- Cardinal Konrad Krajewski (2013)

## Distinctions
- Bande de l'Ordre de l'Aigle aztèque (Décret du 14 mai 2007 du président Felipe de Jesús Villanueva Gutiérrez[3])
- Grand-croix de l'ordre national du Bénin